# Valery Ortiz
Pour les articles homonymes, voir Ortiz.
Valery Ortiz (née Valery Milagros Ortiz) le 1er août 1984 à San Juan) est une actrice, danseuse et mannequin américaine d'origine portoricaine. 
En 2019, elle joue le rôle de Dina dans Gabby Duran, baby-sitter d'extraterrestres.